# 坪内隆彦
坪内 隆彦（つぼうち たかひこ、1965年1月16日 - ）は、日本のジャーナリスト、編集者、作家。

## 略歴
慶應義塾大学法学部卒業。日本経済新聞社記者を経て、フリーランスのジャーナリストとして独立。1991年に第7回佐藤栄作賞（佐藤栄作記念国連大学協賛財団）「優秀賞」を受賞。2004年11月8日、マハティール・ビン・モハマド前首相（当時）に、クアラルンプールで単独インタビューに成功。その取材内容（「アジアの巨人 (1) マハティール・ビン・モハマド インタビュー」）は 『わーずわーす』2005年2月号などに掲載された。対米自立の立場から「日本国憲法はアメリカから押し付けられたもの」と自主憲法の制定を提唱している。
『月刊日本』編集長、拓殖大学日本文化研究所客員研究員などを務めた。現在、通信文化新報代表取締役社長（2025年4月1日付で就任。前編集長）、『維新と興亜』編集長、一般財団法人 昭和維新顕彰財団代表理事、大夢館顧問、崎門学研究会顧問、大アジア研究会顧問を務める。

## 著作

### 単著
- 『アジア復権の希望マハティール』 亜紀書房、1994年9月。ISBN 978-4750594224
- 『キリスト教原理主義のアメリカ』 亜紀書房、1997年3月。ISBN 978-4750597096
- 『岡倉天心の思想探訪―迷走するアジア主義』 勁草書房、1998年5月。ISBN 978-4326153343
- 『アジア英雄伝─日本人なら知っておきたい25人の志士たち』 展転社、2008年11月。ISBN 978-4886563286
- 『維新と興亜に駆けた日本人─今こそ知っておきたい二十人の志士たち』 展転社、2011年11月。ISBN 978-4886563651
- 『ＧＨＱが恐れた崎門学―明治維新を導いた國體思想とは何か』展転社、2016年10月。ISBN 978-4886564306
- 『徳川幕府が恐れた尾張藩─知られざる尊皇倒幕論の発火点』望楠書房、2020年8月。ISBN 978-4991162602
- 『水戸学で固めた男・渋沢栄一 大御心を拝して』望楠書房、2021年9月。ISBN 978-4991162688
- 『木村武雄の日中国交正常化─王道アジア主義者・石原莞爾の魂』望楠書房、2022年9月。ISBN 978-4910773070

### 共著
- （アジア太平洋フォーラム21）『原爆投下への審判 : アメリカの主張と反省』新盛堂天地社、1996年。
- 『ポケットカンパニー ’96秋号―ニュービジネスとあなたを結ぶ企業情報 (1996)』実業之日本社、1996年。ISBN 978-4408624419
- （平野博）『すぐに役立つ実用マレー語会話辞典』面影橋出版、1997年。ISBN 978-4880660097
- 『3分間でいまがわかる経済楽書 ’98 (1998)』実業之日本社、1998年。ISBN 978-4408624778
- 『東南アジア 旅と言葉カタログ タイ・インドネシア・マレーシア・ベトナム』アルク、2000年。ISBN 978-4757404854
- 『マレーシア―自然がいっぱい、カルチャー満載！（ワールド・カルチャーガイド）』トラベルジャーナル、2001年。ISBN 978-4895594936
- （ハッピー・リタイアメント研究会）『年金で行ける！海外リゾート生活術 アジア編』実業之日本社、2003年。ISBN 978-4408105369
- （猿谷要）『アメリカよ！』弘文堂、2003年。ISBN 978-4335460227
- 『わからなくなった人のためのアメリカ学入門』洋泉社、2003年。ISBN 978-4896917475
- （田中逸平）『イスラム巡礼白雲遊記』論創社、2004年。ISBN 978-4846003395
- 『秘密のアジアン・リゾート』実業之日本社、2004年。ISBN 978-4408034515
- 『楽園生活 Vol.1』実業之日本社、2005年1月。ISBN 978-4408034522
- （花房東洋）『「青年日本の歌」と三上卓』島津書房、2006年10月。ISBN 978-4882181224
- 『権藤成卿の君民共治論』展転社、2019年7月。ISBN 978-4886564856
- 『日本再建は水戸学国体論から！─新論 国体篇』望楠書房、2022年1月。ISBN 978-4910773018